# Blanca av Spanien
Blanca av Spanien, född 7 september 1868 i Graz i Österrike-Ungern, död 25 oktober 1949 i Viareggio i Italien, var en österrikisk ärkehertiginna, gift med ärkehertig Leopold av Österrike, titulärprins av Toscana. Vid sin farbrors död 1936 förklarades hon av en del av carlisterna som den rättmätiga arvtagaren till de carlistiska tronanspråken.

## Biografi

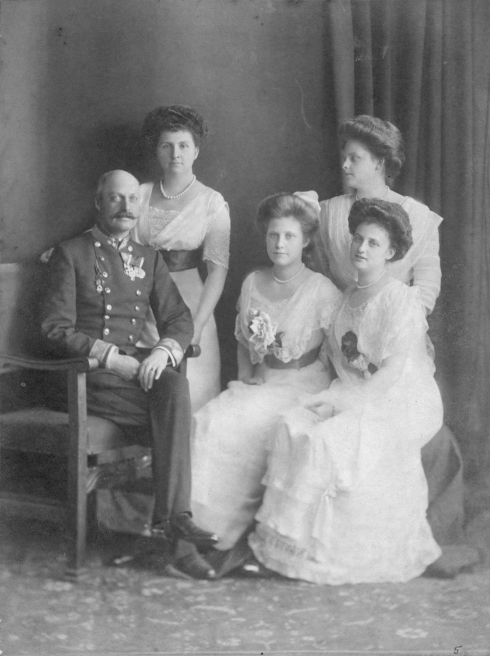
Blanca av Spanien med familjen.

Erzherzog Leopold Salvator von Österreich-Toskana 
Blanca var dotter till carlisternas tronpretendent till den spanska tronen, Don Carlos, hertig av Madrid, och Margareta av Bourbon-Parma. En kort tid 1875 levde hon i Elisondo i Spanien vid det hov hennes far organiserade där under den tid han krävde den spanska tronen. Familjen levde sedan i Paris fram till att den 1881 utvisades till Italien på grund av faderns politiska aktiviteter. Föräldrarna separerade och barnen delade sin tid mellan fadern i Venedig och modern i Viareggio.  
Den 24 oktober 1889 gifte sig Blanca med ärkehertig Leopold Salvator av Toscana, titulärprins av Toscana, i Lanzenkirchen i Österrike och bosatte sig sedan med honom i Palais Toscana i Wien. Vid den österrikiska monarkins avskaffande 1918 utvisades familjen och deras egendom konfiskerades efter att de hade vägrat erkänna den nya republiken. Eftersom Frankrike och Italien hade varit på motsatt sida från Österrike under första världskriget bad Blanca om tillstånd att bosätta sig i Spanien. Den spanska kungen gav sitt tillstånd på villkor att hon avstod sitt stöd åt sin brors krav på den spanska tronen, vilket hon gick med på.
Blanca blev spansk medborgare 1922 och levde ett anspråkslöst liv med familjen i Barcelona. Den spanska monarkins avskaffande påverkade inte familjen, men då maken avled under en resa till Österrike 1931 hamnade hon i ekonomiska svårigheter. Hon flyttade tillbaka till Österrike där hon hyrde en bostad i sitt före detta hem, Palais Toscana i Wien. Hon lämnade Österrike 1938 och flyttade till Viareggio i Italien. Vid slutet av sitt liv var hon inblandad i en del carlistiska aktiviteter.